# St. Nikolaus (Bernstein)

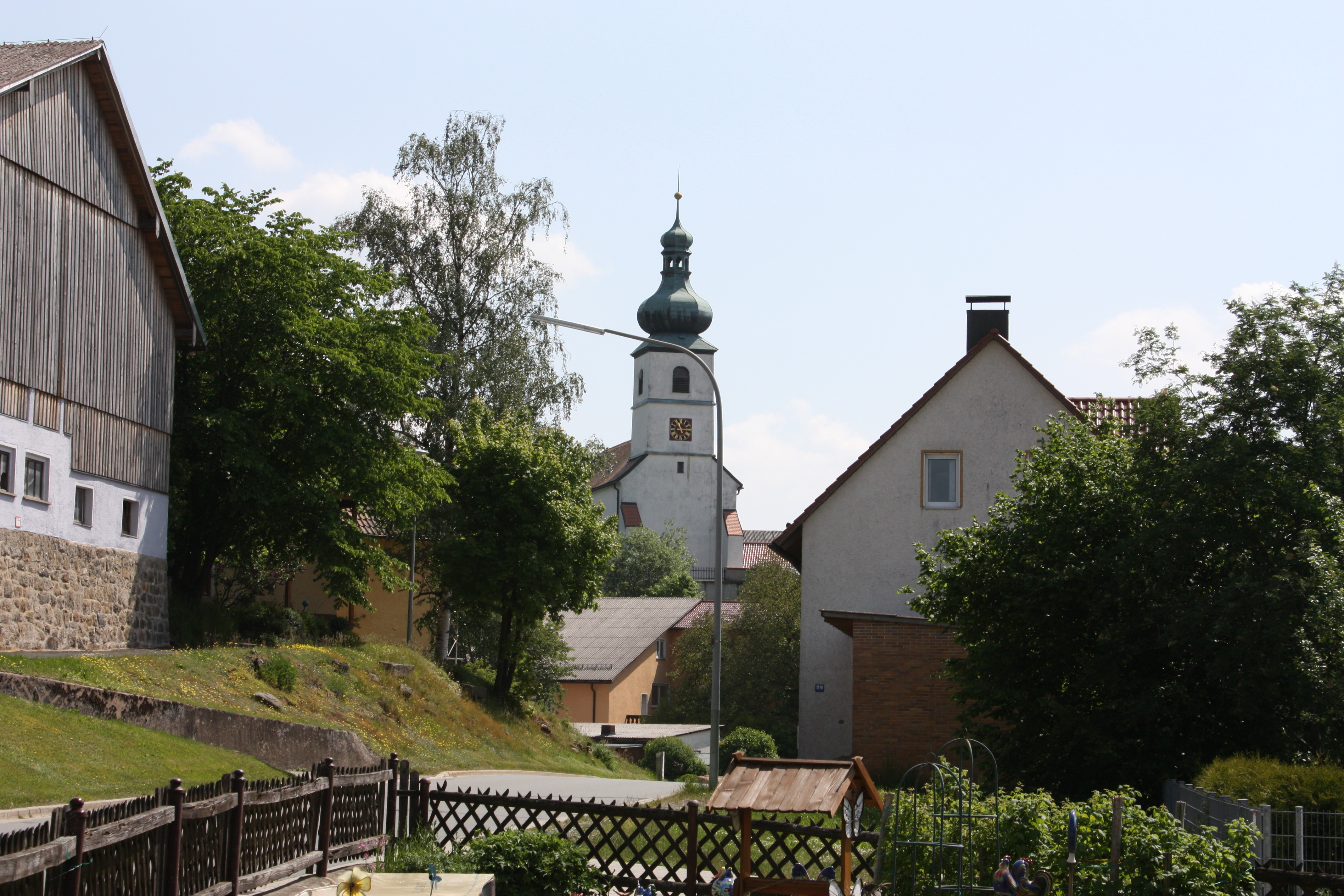
Filialkirche St. Nikolaus in Bernstein

Die römisch-katholische Filialkirche St. Nikolaus im Ortsteil Bernstein der oberpfälzischen Stadt Windischeschenbach gehört pfarrlich zu der „Pfarreiengemeinschaft St. Emmeram und Heilig Geist“.

## Geschichte
Die Kirche geht auf das 12. Jahrhundert zurück und die beachtlichen Mauern (bis zu 1 ½ m Dicke) weisen sie als im Kern romanisches Bauwerk aus. Diese Kirche ist 1600 abgebrannt. Der danach entstandene Chor mit seinem Kappengewölbe stammt aus der Spätgotik. Die Kirche wurde von dem Pfarrherrn von Windischeschenbach, Pfarrer Dr. Georg Simon von Boslarn (1701–1714 Pfarrer in Windischeschenbach), umgebaut und erweitert.
Mitte des 18. Jahrhunderts wollten die Bernsteiner eine eigenständige Pfarrei werden; die Kirchenstiftung von Bernstein war damals reichlich mit Grundbesitz ausgestattet. Begründet wurde das Anliegen aber damit, dass wegen des weiten Weges nach Windischeschenbach die Sterbenssakramente bzw. das Sakrament der Krankensalbung nicht rechtzeitig gespendet werden könnten. Ihr Anliegen wurde von dem Advokaten Dr. Schwab aus Weiden in der Oberpfalz gegenüber dem bischöflichen Ordinariat von Regensburg vertreten. Der Windischeschenbacher Pfarrer Dr. Kilian Gottfried von Dürring sprach sich gegen dieses Vorhaben aus, ebenso sein Amtsnachfolger Maximilian von Woitha. Am 18. Mai 1761 erging vom Ordinariat in Regensburg ein ablehnender Bescheid. Die Auseinandersetzung setzte sich aber noch jahrelang fort und erst am 1. August 1765 erfolgte die endgültige Ablehnung. Die Bernsteiner haben danach im September 1774 die Scharwerksdienste für die Emmeramskirche verweigert, weil sie mit der Nikolauskirche genug zu tun hätten; sie wurden aber gerichtlich verpflichtet, die Kosten für die Taglöhner, welche diese Arbeiten ausführten, zu erstatten.

## Baulichkeit
Der Bau ist eine Saalkirche mit einem Steildach. Er besitzt einen dreiseitig geschlossenen Chor mit integriertem Westturm, der mit einer Zwiebelhaube gedeckt ist. 1900 wurde die angebaute Sakristei erweitert.

## Innenausstattung
Der barocke Hochaltar mit dem Bild des hl. Nikolaus erhielt Anfang des 18. Jahrhunderts ein geschnitztes Antependium; daneben wurde ein barocker Seitenaltar mit einer Darstellung der Maria vom Siege und Akanthusschnitzerei angeschafft. Der Hochaltar wurde 1877 neu gefasst und das Altarbild durch den Amberger Maler Ernstberger neu gemalt. 1869 ersetzte man die zwei als unpassend empfundenen Emporen im Kircheninneren durch eine neue, auf der die im gleichen Jahr beschaffte neue Orgel Platz fand.
1922 wurde eine Gedenktafel für die Gefallenen des Ersten Weltkriegs aufgestellt. Unter Pfarrer Heinrich Kordick (1964–1977 Pfarrer in Windischeschenbach) wurde die Innenausstattung grundlegend überholt und Kanzel sowie Empore neu vergoldet. Unter ihm wurden auch die alten Kirchenbänke ausgetauscht, wobei die geschnitzten Barockwangen erhalten blieben. Unter Pfarrer Franz Reich (1977–1990 Pfarrer in Windischeschenbach) wurde das Renovierungswerk fortgesetzt und ein neuer Kreuzweg aus Oberammergau angeschafft. An der Kanzel finden sich Darstellungen der vier Evangelisten. 1999 wurde unter Pfarrer Konrad Nesner eine erneute Innenrenovierung ausgeführt, bei welcher der frühere über dem Hochaltar sich befindliche blaue Himmel mit goldenen Sternen originalgetreu rekonstruiert wurde.